# GROM
Pour les articles homonymes, voir Grom.
Le GROM, pour Grupa Reagowania Operacyjno Manewrowego en polonais, en français « Groupe de réaction opérationnelle et de manœuvres », est une unité de force spéciale de l'armée polonaise. Sa spécialisation principale est le contre-terrorisme et la récupération d'otages.
Connue également sous le nom de « groupe Foudre », l'acronyme grom signifie « foudre » en polonais, d'où son apparition symbolique sur l'emblème de l'unité.

## Historique
[Quand ?]À la suite des menaces terroristes perçues après l'aide de la Pologne au cours de l'expatriation des juifs d'URSS vers Israël, les autorités polonaises décidèrent de constituer une unité antiterroriste[réf. nécessaire].

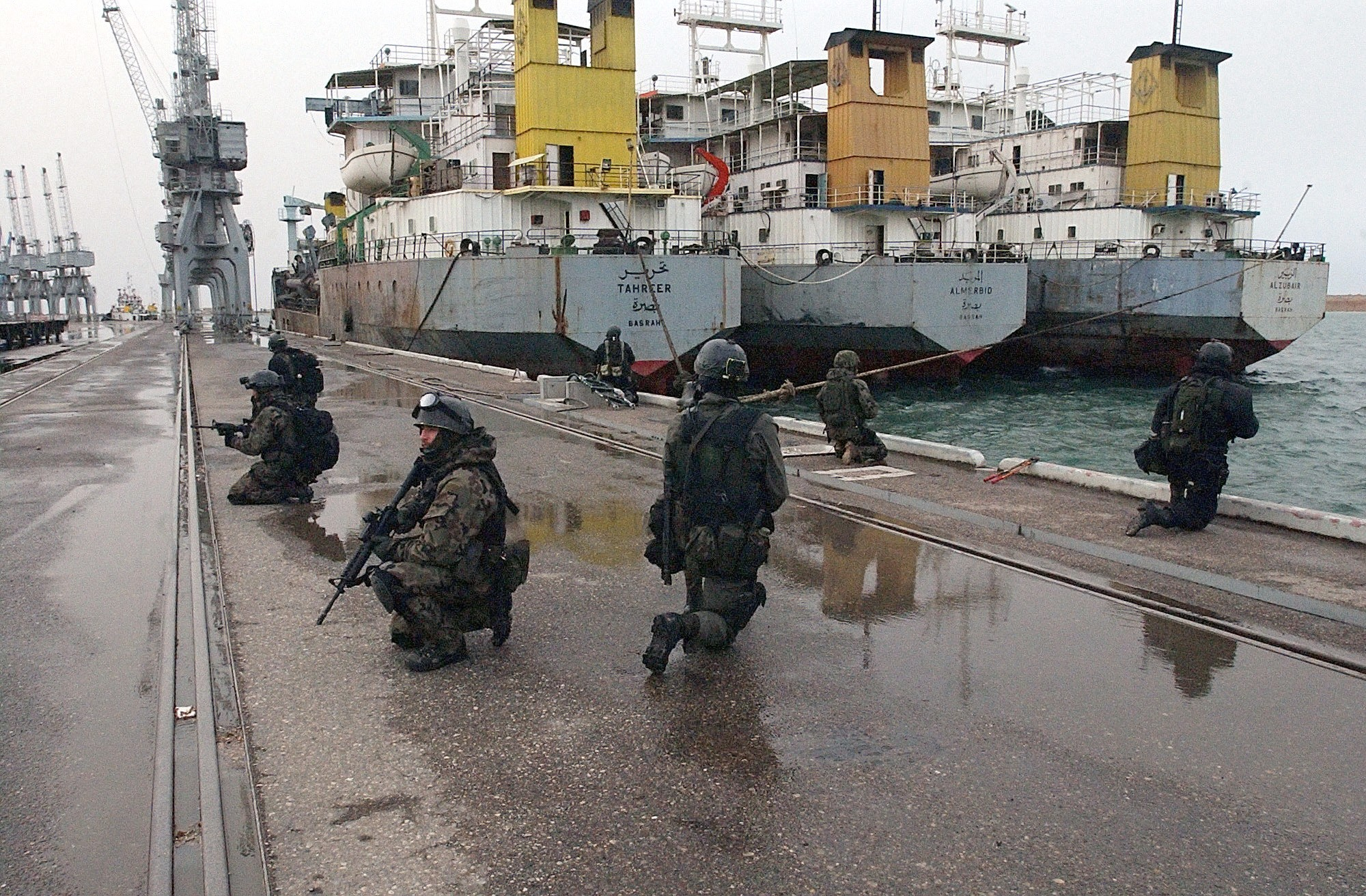
Membres du GROM durant la première phase de la guerre d'Irak dans le port d'Umm Qasr, le 28 mars 2003.

L'unité est formée le 13 juin 1990 et officiellement activée en juillet de la même année. Elle est utilisée dans de nombreux types d'opérations, notamment le contre-terrorisme[réf. nécessaire].
Le GROM reprend la tradition des bérets gris de la 1re brigade indépendante de parachutistes de la Seconde Guerre mondiale et des commandos sans uniforme (les Cichociemni) parachutés en Pologne pour aider l'Armia Krajowa, la résistance polonaise. Dépendant à sa création du ministère de l'Intérieur (en), le GROM passe en 1999 sous la responsabilité du ministère de la Défense[réf. nécessaire].
Connue également sous le nom de « groupe Foudre », cette unité d’intervention a déjà été déployée à plusieurs reprises hors des frontières nationales dans le cadre d’opérations militaro-humanitaires placées sous l’égide des Nations unies[réf. nécessaire].
Des éléments du GROM ont séjourné entre autres en Croatie, en Bosnie-Herzégovine, au Liban et en Haïti, où ils ont assuré en premier lieu la protection rapprochée de certaines hautes personnalités politiques, comme le secrétaire général des Nations unies, Boutros Boutros-Ghali ou le secrétaire à la Défense William Perry[réf. nécessaire].
Des équipes du GROM ont été déployées aussi durant les 2e et 3e guerres du Golfe.
Début 2009, il avait été annoncé que l'unité aquatique du GROM pourrait être déployée dans le cadre de l'opération européenne de lutte contre la piraterie autour de la Corne de l'Afrique.

## Formation et organisation

Des équipes de guerre navale de l'US Navy SEALs et du GROM s'entrainant à l'abordage de navires près de Gdansk, Pologne, en 2009.

Les éléments du GROM (recrutés principalement des unités spéciales de l'armée polonaise) ont été formés, à l’origine, par des instructeurs américains en Pologne et dans leur base de la Delta Force aux États-Unis. Des conseillers britanniques du Special Air Service ont également fourni leur contribution au GROM[réf. nécessaire].
L’effectif exact et l’organisation n'est pas connu, mais il semble s'aligner entre 200 et 300 hommes, dont une forte proportionnelle de médecins, d’infirmiers et de spécialistes en explosifs[réf. nécessaire]. On sait cependant que les éléments du GROM travaillent par équipe de quatre hommes — ce qui traduit une forte influence britannique[réf. nécessaire] — et qu’ils suivent une formation et un entraînement inhabituels dans le cadre de l’antiterrorisme, tel un stage d’accoutumance aux conditions de combat et de survie en milieu désertique[réf. nécessaire].

## Armement

### Pistolets
- FN Browning HP (Les premières unités d'armes de poing, remplacés par l'HK USP)
- HK USP (arme de poing de base)
- Glock 17 et Glock 17T (le deuxième plus populaire)
- FN Five-seveN (dans un petit nombre)
- HK MK23 SOCOM Mod. 0 (dans un petit nombre)
- Colt M1911 (mission en Haïti)
- SIG-Sauer P228 (dans un petit nombre)

### Pistolets mitrailleurs
- FN P90
- H&K MP-5 (A3/A4/A5/F, MP5K/K-PDW, MP5SD3/SD6

### Fusils d’assaut

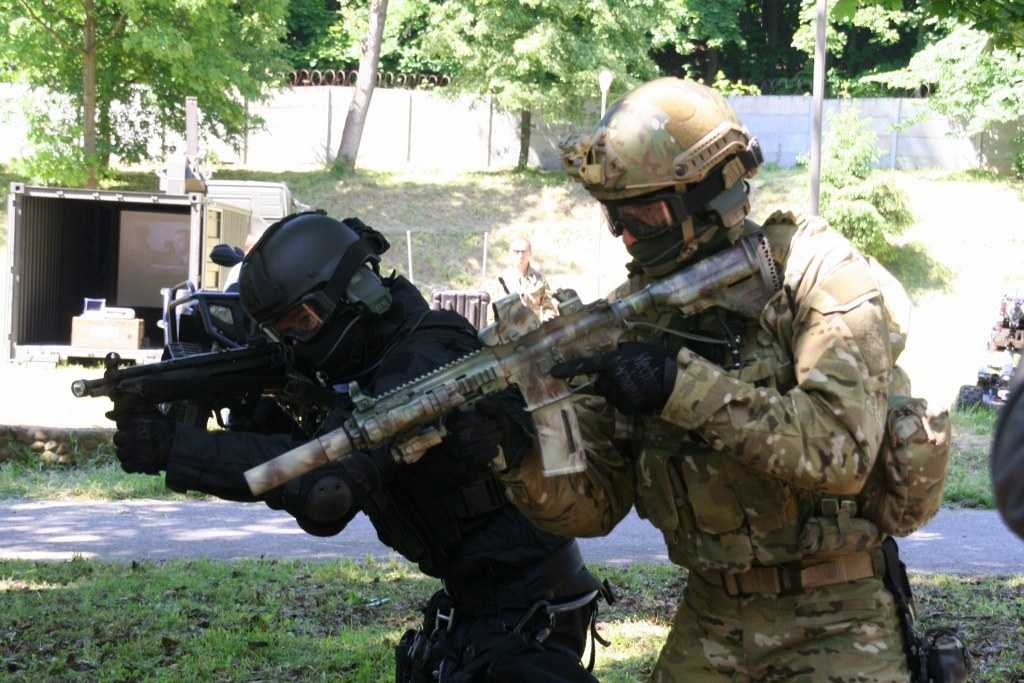
Des soldats du GROM armés de HK416 lors d'une démonstration aux médias en mai 2011.

- HK416 (arme de base)
- KAC SR-16 (avant d'acheter le HK416)
- Bushmaster M4 (en) (avant d'acheter le HK416)
- FN F2000 Tactical (petit nombre, acheté pour essais)
- FN SCAR (petit nombre, acheté pour essais)
- SIG SG 551 (dans un petit nombre)
- Steyr AUG (dans un petit nombre)
- G36 et G36K (dans un petit nombre)

### Mitrailleuses légères
- FN Minimi Para (5,56 mm OTAN ou 7,62 mm OTAN)
- PKM / PKT

### Mitrailleuses lourdes
- Manroy M2 HB QCB
- NSW (en tant qu'armement des hors-bords)

### Fusils de précision
- Remington M700 (utilisé dans le passé, actuellement seulement sur les formations de snipers)
- Accuracy International AWM-F (arme de base)
- Barrett M82A3/M107
- CheyTac M200
- PGM Hecate II (dans un petit nombre)
- SR 25 (arme de base)
- Mauser 86SR (es) (utilisé dans le passé, actuellement seulement sur les formations de snipers)

### Fusils
- Remington 870 MCS utilisé en tant que « breacher », c'est-à-dire pour détruire les serrures et les charnières des portes.

## Chefs de corps
- Général de brigade Sławomir Petelicki (en) (13 juillet 1990-19 décembre 1995)
- Général de brigade Marian Sowiński (pl) (19 décembre 1995-6 décembre 1997)
- Colonel Zdzisław Żurawski (en) (17 septembre 1999-26 mai 2000)
- Colonel Roman Polko (en) (26 mai 2000-11 février 2004)
- Colonel Tadeusz Sapierzyński (en) (11 février 2004-24 février 2006)
- Général de brigade Roman Polko (en) (24 février 2006-8 novembre 2006)
- Colonel Piotr Patalong (8 novembre 2006-25 mars 2008)
- Colonel Jerzy Gut (25 mars 2008-24 juillet 2008)
- Colonel Dariusz Zawadka (24 juillet 2008-6 août 2010)
- Colonel Jerzy Gut (6 août 2010-28 juillet 2011)
- Colonel Piotr Gąstał (depuis le 28 juillet 2011)